# Федерални институт у Баији
Федерални институт образовања, науке и технологије у Баији (порт. Instituto Federal de Educação, Ciência e Tecnologia da Bahia, IFBA) бразилски је универзитет основан 1910. године чији се ректорат налази у Салвадору, Баија. Својим студентима пружа образовање високог нивоа у разним научним областима.